# John Frum
Pour les articles homonymes, voir Frum.

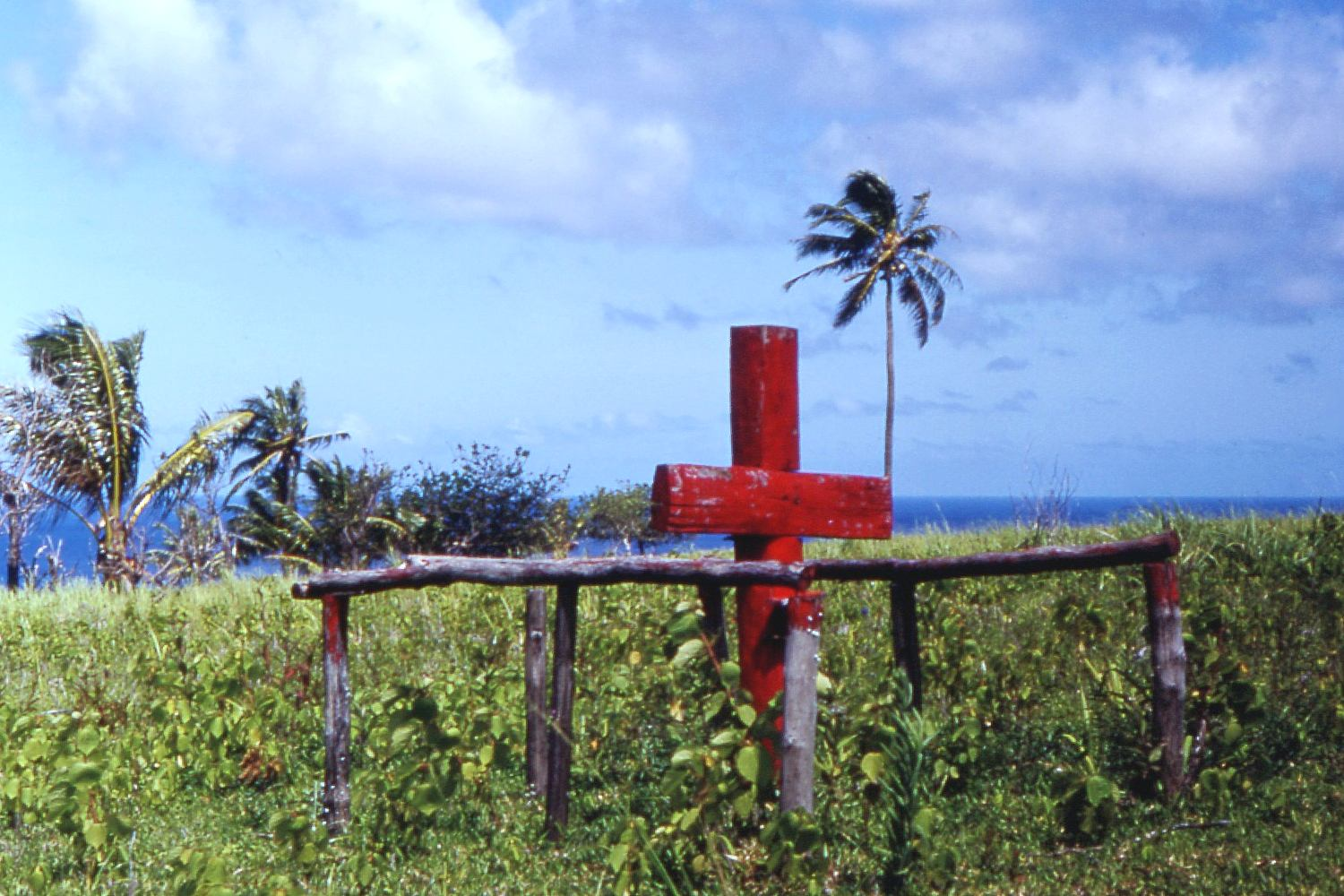
Une croix de cérémonie de John Frum, île de Tanna, Vanuatu (anciennes Nouvelles Hébrides), 1967.

John Frum (ou Jon Frum) est le prophète d'un culte du cargo sur l'île de Tanna au Vanuatu. Ce culte, apparu dans les années 1930, associe des croyances traditionnelles à des influences modernes issues de la colonisation et de l'arrivée des troupes américaines pendant la Seconde Guerre mondiale. John Frum est perçu comme une manifestation divine promettant prospérité et retour aux coutumes ancestrales face aux interdictions imposées par les missionnaires. Lié à la consommation de kava et à des cérémonies communautaires, ce culte incarne une résistance culturelle et spirituelle à l'oppression coloniale. 

## Culte

### Origine
Sur l'île de Tanna, un dieu local nommé « Kerapenmun », associé au mont Tukosmeru, est historiquement vénéré. Les Tannais subissent une répression sévère par les missionnaires presbytériens, qui imposent la « Tanna Law » à la fin du XIXe siècle. Cette loi prohibe les croyances traditionnelles, les rituels, les danses, et la consommation de kava, une plante sacrée pour les habitants. Les missionnaires considèrent ces pratiques comme relevant du « temps des ténèbres » et mènent une campagne systématique pour les éradiquer.
Dans ce contexte, un culte apparait autour d'un personnage. Il est d'abord connu sous le nom de John Broom, dont les adeptes pensent qu'il reviendrait un jour d'un pays lointain pour balayer les colons blancs et restituer les richesses aux îles. Dans une version ultérieure, il s'agit d'un indigène du nom de Mancheri, qui adopte le pseudonyme de John Frum et se présente comme une manifestation divine. D'autres prétendent que John Frum est une vision spirituelle induite par la consommation de kava. À partir de 1939, il fait des apparitions et promet des bienfaits matériels tels que des maisons, des vêtements et des moyens de transport. Ce culte est souvent interprété comme une réponse à la colonisation et aux tensions socioculturelles qu'elle engendre.

### Évolution et implication politique
En 1941, l'annonce de la Seconde Guerre mondiale et l'arrivée des troupes américaines aux Nouvelles-Hébrides confirment les prédictions attribuées à John Frum, consolidant sa réputation prophétique. Les églises missionnaires perdent de nombreux fidèles au profit de ce culte, qui prône un retour aux coutumes ancestrales et une résistance passive à la colonisation franco-britannique. Les autorités coloniales cherchent à réprimer le mouvement, en arrêtant à un moment donné un homme de Tanna se faisant appeler John Frum, en l'humiliant publiquement, en l'emprisonnant et finalement en l'exilant avec d'autres dirigeants de la secte sur une autre île de l'archipel,,.
Le mouvement de John Frum possède aussi son propre parti politique, dirigé par Song Keaspai. Il participe aux élections législatives de 1979, obtenant un siège au Parlement, celui d'Alexis Yolou,. Aujourd'hui, toutefois, le mouvement présente ses candidats sous l'étiquette de la Confédération verte.
Aujourd'hui, le culte de John Frum se cantonne à l'île de Tanna. Le reste des Vanuatans considère ce culte comme douteux. Malgré tout, des personnalités politiques essaient régulièrement de récupérer le mouvement et les voix des Tannais, qui représentent plus de 10 % des 230 000 habitants du Vanuatu.
En décembre 2011, la présidente du mouvement John Frum (et conjointement du Nagriamel) est Thitam Goiset, une femme d'origine vietnamienne et sœur de l'homme d'affaires Dinh Van Than. En 2013, Thitam Goiset est démise de ses fonctions d'ambassadrice du Vanuatu en Russie en raison de preuves d'activités de corruption,.

## Pratique et croyances
Les adeptes de John Frum vivent selon des principes communautaires stricts. Aucun argent ne circule dans leurs villages, et chaque membre travaille pour le bien collectif sans attendre de rétribution personnelle. Chaque vendredi soir, une cérémonie est organisée à Sulphur Bay, où les participants chantent les louanges de John Frum. Ces cérémonies, accompagnées de la consommation de kava, permettent un lien spirituel avec les esprits et renforcent la cohésion sociale. Le culte de John Frum est interdit par les missionnaires jusqu'à l'indépendance du Vanuatu en 1980, mais reste malgré cela pratiqué.
Les lieux de culte sont souvent marqués par de grandes croix rouges entourées de barrières en bois. Ces croix rappellent les symboles visibles sur les ambulances américaines, un élément qui impressionne les Tannais lors du débarquement des troupes alliées.
Le culte de John Frum est intimement lié à l'arrivée de l'armée américaine pendant la guerre du Pacifique. Les Tannais sont fascinés par les défilés militaires et les objets modernes apportés par les Américains, renforçant leur croyance que John Frum est lié à cette manne matérielle. Certains habitants de Tanna participent à des travaux pour les bases américaines, ramenant avec eux un goût pour les rituels militaires et les défilés.
Le nom « John Frum » pourrait provenir de soldats américains qui se présentent aux habitants comme « John from America ». À Tanna, « John » devient ainsi un terme générique pour désigner les Occidentaux.

### Liens avec le culte du prince Philip
Dans une version amendée du culte John Frum, quelques villageois du sud-ouest de Tanna révèrent le prince Philip, duc d'Édimbourg, qu'ils identifient à un des esprits jaillis du volcan Yasur, ou à un de ses fils. Ce culte, bien que distinct, partage avec celui de John Frum un profond respect pour les figures perçues comme des intercesseurs entre les mondes spirituel et humain.

### Filmographie
- Dieu est Américain,  de Richard Martin-Jordan (2007, 52 min)
- En attendant John,  de Jessica Sherry (2015, 70 min et 58 min)